# NGC 430
NGC 430 je galaksija u zviježđu Kit.

## Vanjske poveznice
- SEDS: NGC 430